# Владислава Молчанова
Владислава Борисівна Молчанова — українська підприємиця, меценатка, співзасновниця компанії Stolitsa Group та Благодійного фонду Владислави Молчанової.

## Біографія
Владислава Молчанова народилася у Харкові, та від народження проживає в Києві. Закінчила київську середню школу 185. Закінчила Київський університет ім. Тараса Шевченка за спеціальністю «Біофізика».
Підприємницьку діяльність розпочала, відкривши кафе у Києві в районі Академмістечко.
Перші проєкти в будівельній сфері Молчанова запустила спільно із мережею АЗС KLO.
2003 року у партнерстві з київським бізнесменом Володимиром Костеріном створила будівельну компанію Stolitsa Group, що згодом була зареєстрована (у 2003 році). У 2009 році Костерін продав свою частку в Stolitsa Group литовській бізнес-групі «БТ Інвест». Новим партнером Молчанової став литовський бізнесмен Раймондас Туменас. Холдинг зокрема реалізував будівництво таких проєтів, як ТРЦ «Retroville», мережі супермаркетів Novus та житлових комплексів: «Відпочинок», «Ліпінка», «Квартет», «Варшавський мікрорайон», «Seven», «Галактика», «Hoffman Haus», «Південна Брама», «Golden Park», «Вертикаль», «Дубовий гай», «ЖК на Депутатській», «ЖК на Верховинній», «ЖК на вулиці Богатирській», «ЖК на Туманяна», «ЖК на Крамського».
Станом на 2020 рік група компаній Stolitsa Group входить до трійки найуспішніших девелоперів столиці України.

## Громадська діяльність
Молчанова заснувала у 2017 році фонд Владислави Молчанової, що займається благодійною та громадською діяльністю, зокрема активно підтримує ЗСУ з 2014 року, а також допомагає постраждалим від повномасштабного вторгнення 2022 року.
Фонд відкрив центр медичної допомоги для військових та інших учасників АТО, а також здійснює благодійну допомогу потерпілим від наслідків війни в Україні. Зокрема, фонд закуповує та передає автомобілі та бронетехніку для потреб ЗСУ.
Молчанова є однію з фундаторів громадської організації «Центр захисту киян».
Молчанова створила фонд підтримки молодих науковців, і закупила сучасне обладнання для наукових досліджень. 
Також Молчанова відома своєю підтримкою ПЦУ, зокрема, профінансувала будівництво Свято-Миколаївської церкви в селі Бережанка Хмельницької області, та церкви Бориса і Гліба на Виноградарі в Києві, за що отримала відзнаки від митрополитів Філарета та Епіфанія.
У грудні 2020 року отримала церковну нагороду від митрополита Епіфанія за внесок у відродження Михайлівського Золотоверхого собору.

## Особисте життя
Владислава Молчанова одружена, має 5 дітей. Батько — професор, доктор фізико-математичних наук Борис Романюк. Мати — Лілія Романюк, інженерка-конструкторка.